# Samir Məmmədov
Samir Məmmədov –también escrito como Samir Mammadov– (Bakú, URSS, 15 de mayo de 1988) es un deportista azerbaiyano que compitió en boxeo.
Ganó una medalla de bronce en el Campeonato Mundial de Boxeo Aficionado de 2007 y una medalla de plata en el Campeonato Europeo de Boxeo Aficionado de 2006, en el peso mosca.

## Palmarés internacional
| Campeonato Mundial | Campeonato Mundial       | Campeonato Mundial | Campeonato Mundial |
| Año                | Lugar                    | Medalla            | Categoría          |
| ------------------ | ------------------------ | ------------------ | ------------------ |
| 2007               | Chicago (Estados Unidos) | Medalla de bronce  | 51 kg              |
| Campeonato Europeo |                          |                    |                    |
| Año                | Lugar                    | Medalla            | Categoría          |
| 2006               | Plovdiv (Bulgaria)       | Medalla de plata   | 51 kg              |